# شون لامبلي
شون لامبلي (بالإنجليزية: Sean Lampley)‏ مواليد 3 سبتمبر 1979 في هارفي، هو لاعب كرة سلة أمريكي معتزل. بدأ مسيرته الاحترافية في سنة 2002. تم اختياره من قبل فريق شيكاغو بولز خلال الدرافت. حمل الرقم 21. يبلغ طوله 6 قدم 7 بوصة (2.0 م). اعتزل اللعب في 2009.

## المسيرة الاحترافية
لعب مع ميامي هيت في موسم 2002–2003، ثم لعب مع غولدن ستايت ووريورز في سنة 2003، ثم لعب مع أرتلاند دراغونز في الدوري الألماني في سنة 2006.

## روابط خارجية
- شون لامبلي على موقع إن بي أي (الإنجليزية)
- شون لامبلي على موقع سبورتس رفرنس (الإنجليزية)
- شون لامبلي على موقع كرة السلة الأوروبية.كوم (الإنجليزية)
- شون لامبلي على موقع كلية كرة السلة في سبورتس رفرنس.كوم (الإنجليزية)
- شون لامبلي على موقع ريلجم (الإنجليزية)
- شون لامبلي على موقع بروبوليرز (الإنجليزية)